# Noordenveld (dingspel)

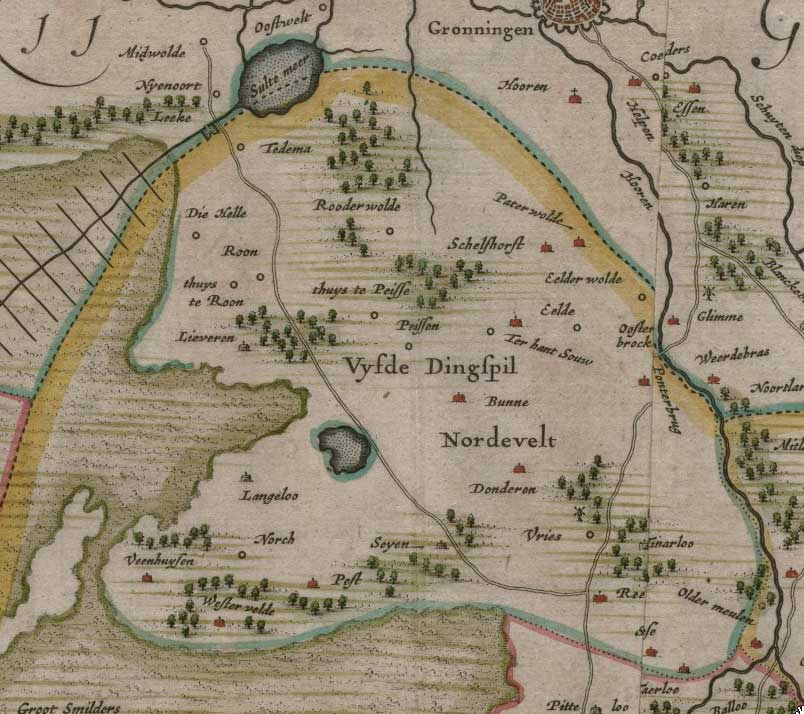
Het Vyfde dingspel of Nordevelt op de kaart van Drenthe door Cornelis Pijnacker (1634)

Het Noordenvelder dingspel was het vijfde van de zes dingspelen van het Landschap Drenthe. Het was gelegen in het noorden van de provincie Drenthe, het gebied dat tegenwoordig ook wel de kop van Drenthe wordt genoemd.
Vries was de hoofdplaats. Naast dit kerspel Vries omvatte het de kerspelen Roden, Roderwolde, Norg, Peize en Eelde en onder andere de dorpen Veenhuizen, Langelo, Donderen, Bunne en Tynaarlo. Grote delen van de Smilder en Nienoorter venen behoorden eveneens tot dit dingspel.
Na de restauratie van de Jacobuskerk van Rolde ontwierp de Limburgse glazenier Joep Nicolas  nieuwe gebrandschilderde ramen voor deze kerk. Zes van deze glazen geven de Drentse dingspelen weer, waaronder het Noordenveld.